# Толстолыткина, Любовь Кузьминична
Любовь Кузьминична Толстолыткина — советский хозяйственный и государственный деятель, лауреат Государственной премии СССР за выдающиеся достижения в труде.

## Биография
Родилась в 1936 году на территории современной Пензенской области. Член КПСС с 1975 года.
В 1954—1991 годах — ученица токаря, токарь Государственного подшипникового завода № 3 в городе Саратове.
Инициатор починов «Ни одной минуты потерь рабочего времени» (в десятой пятилетке его поддержали на заводе 1 170 человек) и «Пятилетку — за 3,5 года!», автор рационализаторских предложений.
Её личный план повышения производительности труда принёс заводу только за 1980 год экономию в 645 советских рублей. Толстолыткина, систематически в полтора раза перевыполняя норму, работала с личным клеймом.
За высокую эффективность и качество работы в машиностроительном производстве на основе комплексного совершенствования трудовых процессов был в составе коллектива удостоена Государственной премии СССР за выдающиеся достижения в труде 1980 года.
Жила в Саратове.

## Награды
- Орден Октябрьской Революции
- Орден Трудового Красного Знамени